# Ménerbes
Ménerbes este o comună în departamentul Vaucluse din sud-estul Franței. În 2009 avea o populație de 1.129 de locuitori.

## Evoluția populației
| An        | 1975 | 1982  | 1990  | 1999 | 2006  | 2009  |
| --------- | ---- | ----- | ----- | ---- | ----- | ----- |
| Populație | 899  | 1.027 | 1.118 | 995  | 1.157 | 1.129 |